# Stimolante radicale
Uno stimolante radicale è un composto o mistura di composti spesso fito-ormonali, che aiutano la formazione di radici sia da una parte recisa di una pianta, sia da un esemplare vegetale fisso nel terreno.

## Usi
L'uso principale degli stimolanti radicali si verifica durante la clonazione per talea, allo scopo di ottenere una pianta geneticamente identica all'individuo di origine. Possono essere però anche usati per aumentare la resistenza agli stress idrici o agli sbalzi di temperatura.
L'acido salicilico estratto dalle piante di salice ha un blando effetto stimolante sull'apparato radicale di molte piante.